# Mairie Witten
1809 wurden die Gemeinden Witten, Annen, Rüdinghausen, Wullen sowie das heute zu Bochum gehörende Langendreer zur Mairie Witten vereinigt. Eine Mairie ist eine Art Bürgermeisterei. Die Zusammenlegung erfolgte auf Anordnung der französischen Besatzungstruppen Napoleons I. Die Mairie Witten war ein Teil des Arrondissements Dortmund im Département Ruhr.

## Bedeutung

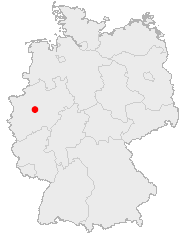
Witten in Deutschland 2006

In der Zeit zwischen 1800 und 1815 lösten die französischen Besatzungstruppen die ursprünglichen Gebiets- und Verwaltungsstrukturen der Kurfürsten- und Herzogtümer im Rheinland und im heutigen Ruhrgebiet auf und strukturierten sie neu. Durch das Zusammenlegen der genannten Dörfer stärkten die Franzosen vor allem die Bedeutung Wittens. Witten besaß bereits das Marktrecht und stellte somit für die Bauern der umliegenden Dörfer einen zentralen Anlaufpunkt dar. Durch die Einrichtung des Bürgermeisteramtes in Witten erhielt es nun auch eine vorrangige verwaltungstechnische Bedeutung. Nach dem Abzug der französischen Truppen wurde das neu eingerichtete Bürgermeisteramt von der preußischen Bezirksverwaltung in Arnsberg beibehalten, jedoch wurden zumindest die Grenzen der ehemaligen Mairie Witten neu gezogen: Witten wurde 1815 dem neu gegründeten Kreis Bochum zugeordnet und umfasste fortan die Gemeinden Witten, Langendreer, Stockum, Düren, Somborn und Werne. Aus der Mairie Witten ging 1815 außerdem die Landgemeinde Annen-Wullen hervor.